# DB V 80 sorozat

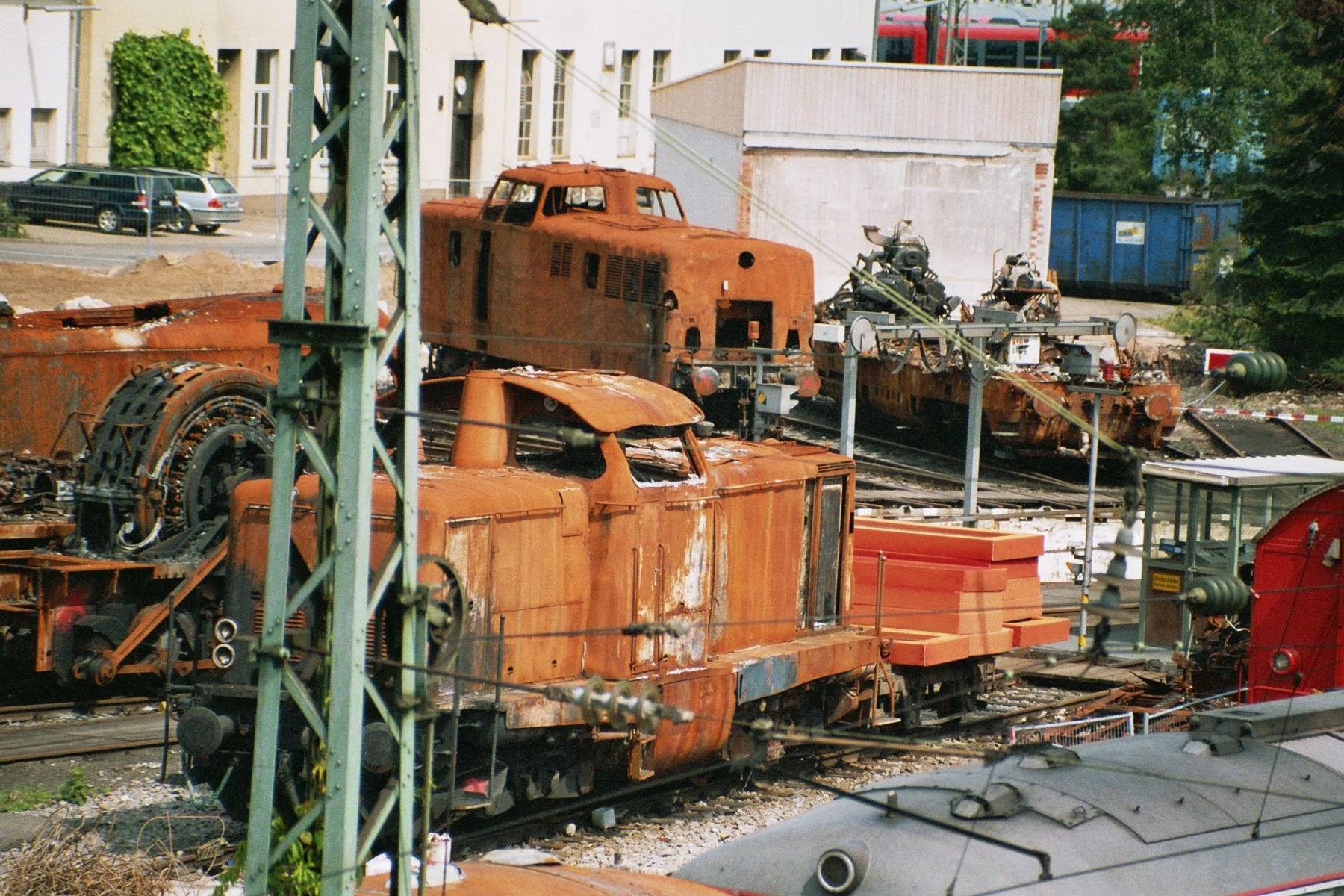
A Verkehrsmuseum Nürnberg kiégett DB V 80-as mozdonya

A DRG V 80 sorozat egy német B'B' tengelyelrendezésű dízelmozdony-sorozat volt. 1952-ben készült belőle tíz példány a Krauss-Maffei és a Maschinenbau Kiel (MaK) gyáraiban. 1976 és 1978 között lett selejtezve.